# ʔaq̓am
ʔaq̓am, aussi appelée Bande indienne de St. Mary's, est une Première Nation ktunaxa basée au nord de Cranbrook dans la région d'East Kootenay en Colombie-Britannique, au Canada, près de la confluence de la rivière St. Mary (en) et de la rivière Kootenay. Dans le processus des traités de la Colombie-Britannique (en), elle fait partie du Conseil tribal Ktunaxa Kinbasket (en). Sa population est de 396 personnes en 2021.